# テーリーガーター
『テーリーガーター』（パーリ語:Therīgāthā）は、パーリ語経典経蔵小部に収録された上座部仏教経典の一つで、全16篇での構成。
テーリーは「長老尼」、ガーターは「偈頌」（げじゅ）を意味し、漢訳「長老尼偈経」とも表記されている。

## 日本語訳
(出版年順)
- 『パーリ文『テーリー・ガーター』翻訳語彙典』（植木雅俊、法蔵館、2023年）
- 『テーリー・ガーター　尼僧たちのいのちの讃歌』（植木雅俊、角川選書、2017年）
- 『原典訳 原始仏典 下』「長老尼の詩」（中村元編、ちくま学芸文庫（新版）、2017年）
- 『小部経典 第二巻』 正田大観、Kindle 2015年、のちペーパーバック
- 『テーリーガーター 仏にまみえた女たち』（入山淳子、「シリーズ仏典のエッセンス」日本放送出版協会、2007年）
- 『尼僧の告白　テーリーガーター』（中村元訳著、岩波文庫、1982年）
  - 『仏弟子の告白　尼僧の告白』（岩波書店「ブッダのことばシリーズ」、1984年） 単行判
- 『南伝大蔵経』 大蔵出版